# Kurhaus Wiesbaden

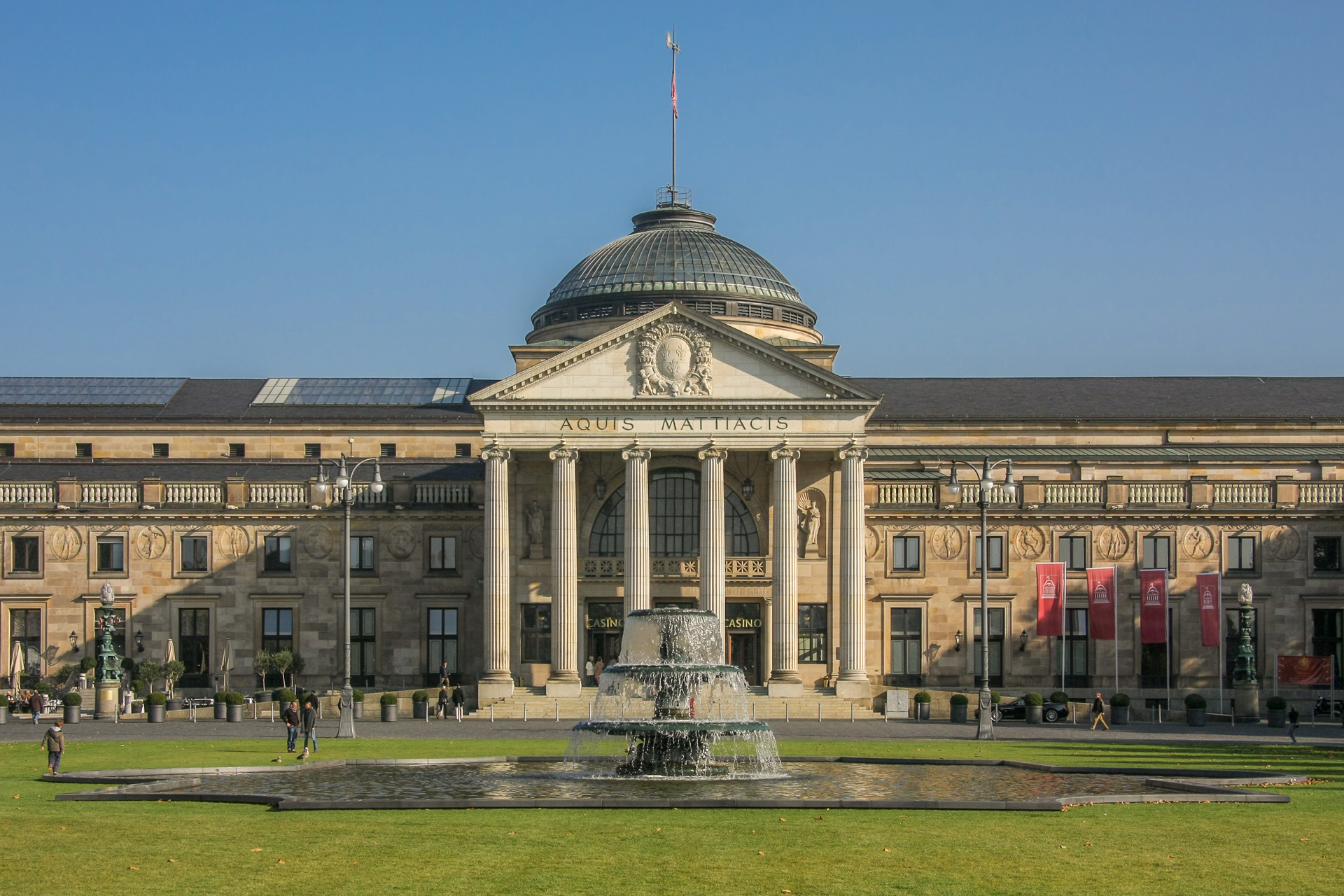
Das Kurhaus in Wiesbaden

Das Kurhaus der hessischen Landeshauptstadt Wiesbaden gehört zu den prunkvollsten Festbauten Deutschlands. Es ist der gesellschaftliche Mittelpunkt der Kurstadt Wiesbaden und bietet zahlreichen Veranstaltungen einen repräsentativen Rahmen. Neben einem großen und einem kleineren Festsaal beherbergt es die Kurhaus Gastronomie Gerd Käfer und Roland Kuffler GmbH & Co sowie die Spielbank Wiesbaden.

## Lage

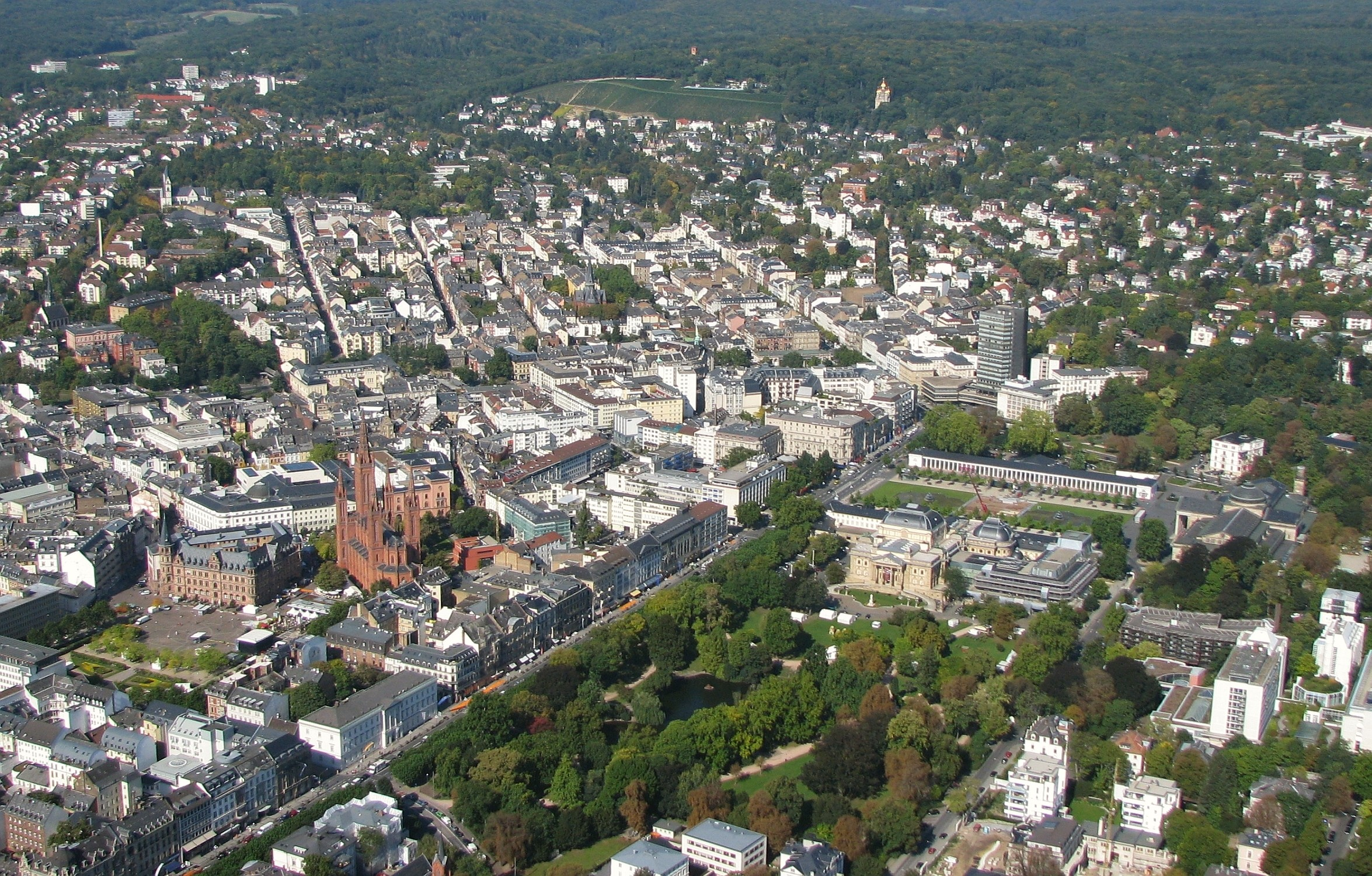
Luftbild von Wiesbaden (ca. 2008), Blick nach Nordwesten mit dem Kurhaus (mittlere Bildhöhe, rechts)

Das Kurhaus Wiesbaden bildet den Mittelpunkt des Wiesbadener Kurecks am Ende der Wilhelmstraße.
Vor dem Haupteingang (Westseite) befindet sich der Kurhausplatz und das sogenannte Bowling Green, eine von den englischen Kurgästen seinerzeit so getaufte Rasenfläche mit zwei Springbrunnen, eingerahmt von den Theater- und Kurhauskolonnaden und vormals je einer Reihe alter Platanen. Diese Fläche wurde in den Jahren 2004 bis 2006 mit einer Tiefgarage unterbaut. Vorher wurden sämtliche, zum Teil nicht mehr standsichere, Platanen gefällt. Sie wurden nach Beendigung der Baumaßnahme durch je eine Doppelreihe neu gepflanzter Platanen ersetzt. Die südlichen Theaterkolonnaden sind Teil des Hessischen Staatstheaters, in den nördlichen Kurhauskolonnaden – mit 129 m längste Säulenhalle Europas – ist das Kleine Spiel (Automatenspiel) der Spielbank untergebracht. Das Kurhaus bildet – von der Wilhelmstraße aus betrachtet – den prächtigen Abschluss des Bowling Greens.
Hinter dem Kurhaus (Ostseite) beginnt der langgestreckte Kurpark mit Konzertmuschel und dem Kurpark-Weiher.

## Geschichte

Das Alte Kurhaus

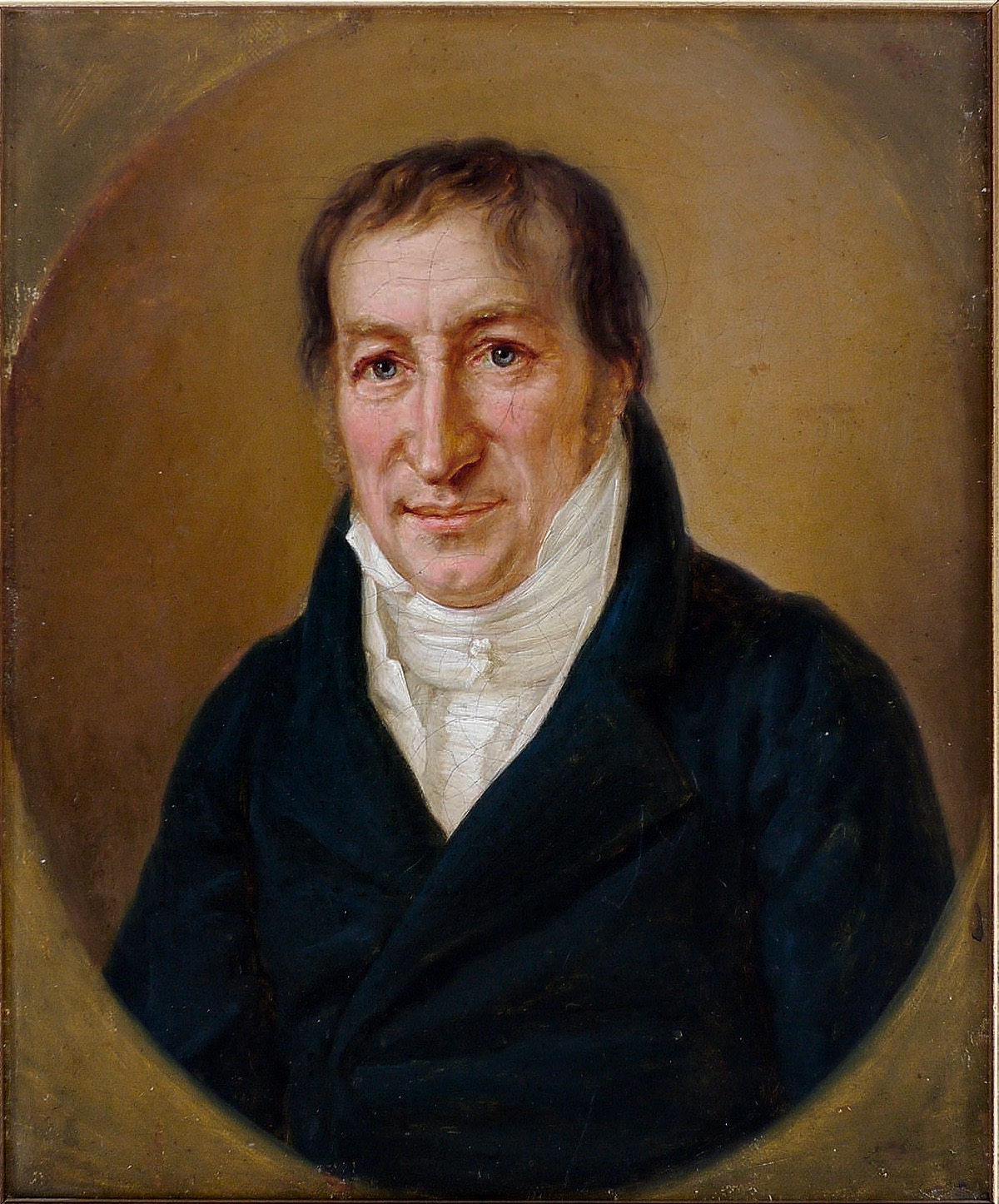
Christian Zais, Architekt des Alten Kurhauses, um 1815

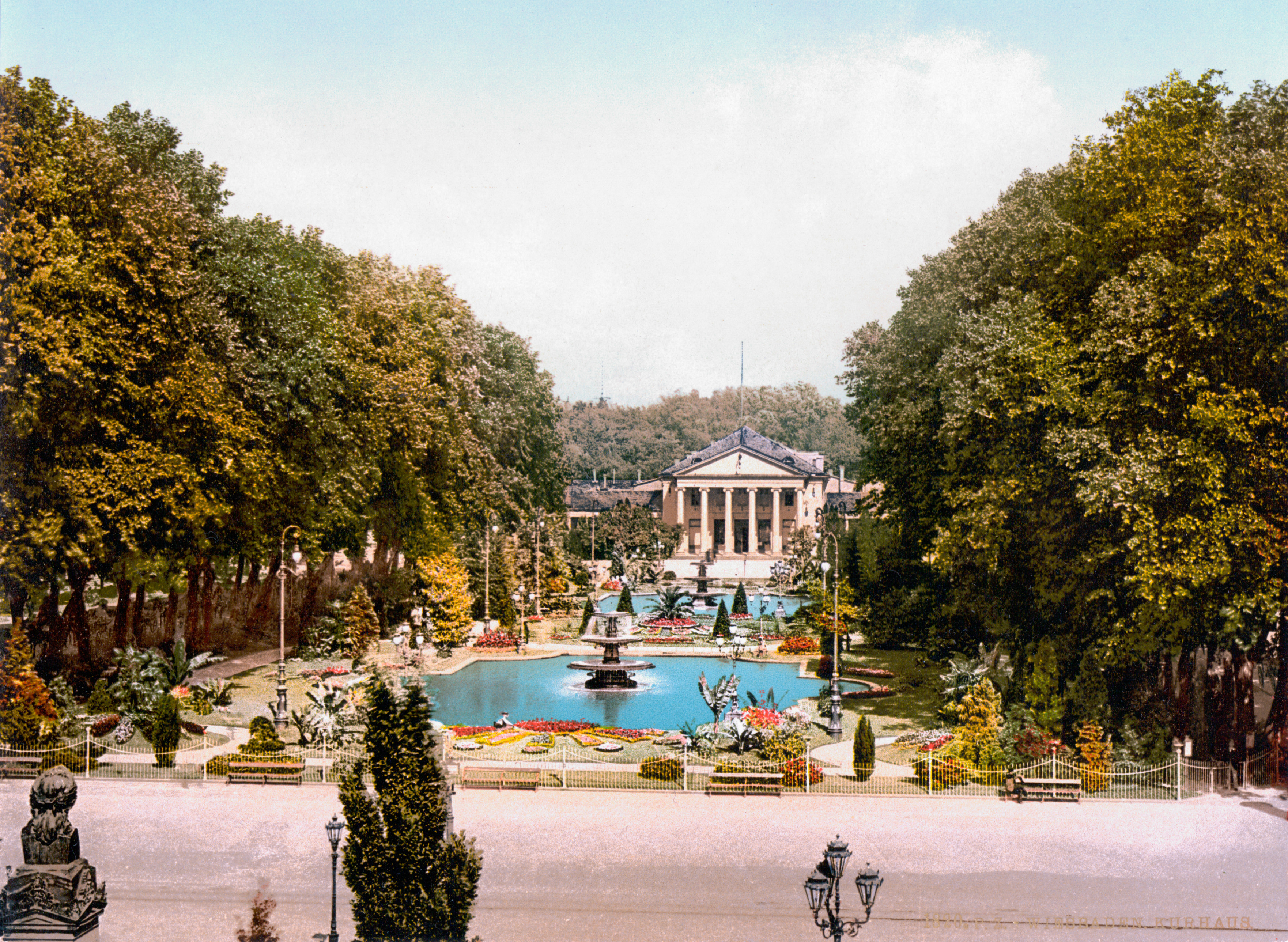
Das Alte Kurhaus, um 1900

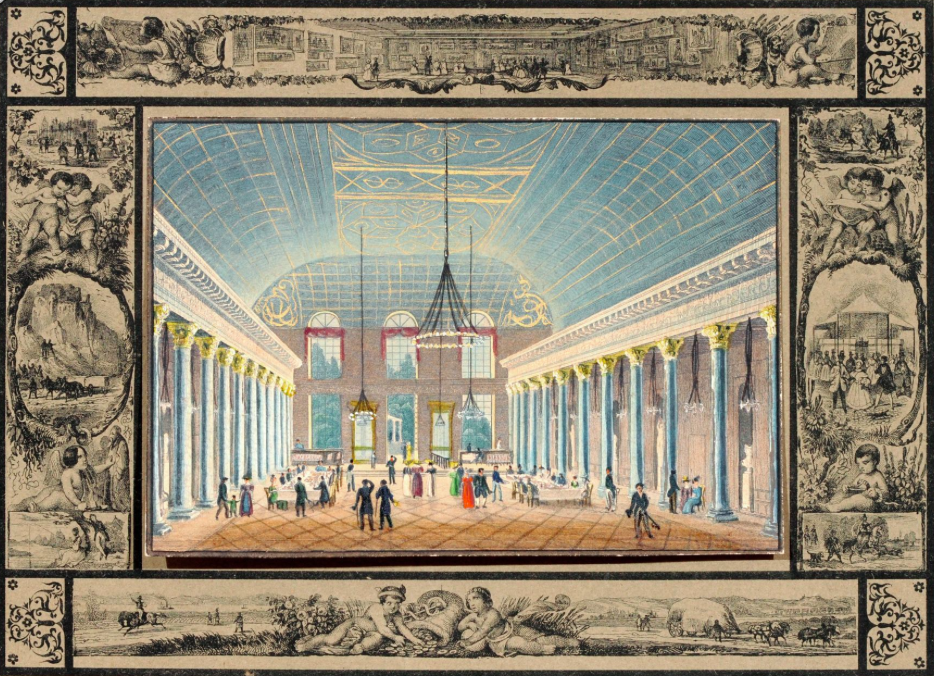
Das Innere des alten Kursaals, kolorierter Stahlstich von Ernst Grünewald, um 1828

Knut Ekvall: Ein Spielsaal im Curhause zu Wiesbaden, 1871, Holzstich, Privatsammlung Wiesbaden

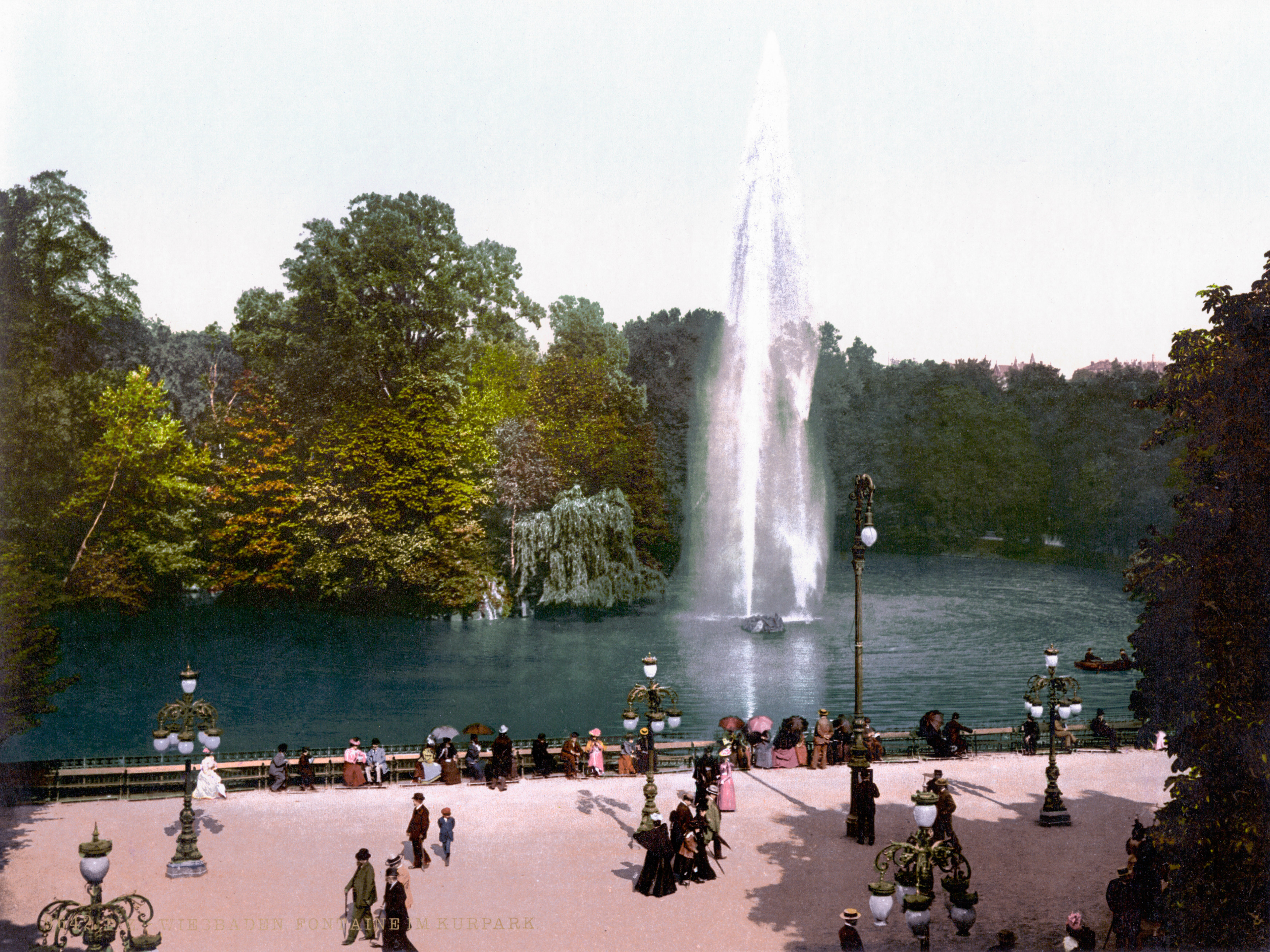
Kurpark hinter dem Kurhaus, um 1900

Wiesbadens Bedeutung als Kurstadt blickt auf eine lange Geschichte zurück. Bereits die Römer kannten die Thermalquellen Wiesbadens. Auch der Name ‚Wiesbaden‘, entstanden aus Wisibada – „heilendes Bad“ – lässt die Bekanntheit der Wiesbadener Quellen auch im Mittelalter erkennen.
Als zu Beginn des 19. Jahrhunderts die Kur als Amüsementbetrieb der höheren Gesellschaftsschichten und des Adels immer populärer wurde, wuchs auch die Bedeutung Wiesbadens.
Im Jahre 1810 wurde der erste „Cursaal“, das Alte Kurhaus, fertiggestellt. Der klassizistische Bau hatte einen mittigen Säulenportikus und seitliche Säulengänge. Entworfen und ausgeführt wurde das „Gesellschaftshaus“ vom Architekten Christian Zais. Johann Wolfgang Goethe lobte das Gebäude bei einem seiner zahlreichen Aufenthalte.
Wiesbaden gewann als Kurstadt im 19. Jahrhundert immer größeres Ansehen: die Zahl der Kurgäste stieg von 20.000 im Jahr 1840 auf das Zehnfache im Jahr 1910. Die Einwohnerzahl stieg im selben Zeitraum von 10.000 auf 100.000 im Jahr 1906. Ab etwa 1852 trug man stolz den Titel Weltkurstadt und hatte schon bald Baden-Baden als bedeutendste Kurstadt Deutschlands überholt.
Dies erforderte schließlich ein größeres, moderneres und repräsentativeres Kurhaus. 1905 wurde das Alte Kurhaus abgerissen, um einem Nachfolger Platz zu machen. Der Architekt Friedrich von Thiersch errichtete für sechs Millionen Goldmark einen neuen prächtigen Bau im Stil des Neoklassizismus mit Jugendstilmotiven. Kaiser Wilhelm II., der alljährlich im Mai zu Besuch kam und den Bau förderte, nannte ihn bei seiner Eröffnung 1907 „das schönste Kurhaus der Welt“.

Ernst Wolff-Malm (zugeschrieben): Wiesbaden – Salus in fontibus remediumque in aquis, um 1907, Plakatentwurf, Ölkreide auf Holz, 97 × 74 cm, Privatsammlung Wiesbaden. Vor der Kulisse des neuen Kurhauses von 1907 ist eine blaue Quellnymphe zu sehen, der die Arme über einem nackten, knienden Paar ausbreitet.

Miniaturmodell des Wiesbadener Kurhauses als Schmuckdose aus Zinkguss, um 1910

Seitdem werden vor allem die beiden nach den Baumeistern benannten großen Säle – der größere Friedrich-von-Thiersch-Saal und der kleinere Christian-Zais-Saal – für zahlreiche Veranstaltungen genutzt.
Seit 1949 ist im ehemaligen Weinsaal das Große Spiel der Spielbank Wiesbaden untergebracht.
In den 1980er Jahren wurde das Gebäude einer umfassenden Sanierung unterzogen und mit moderner Veranstaltungstechnik ausgestattet. Diese ist im Keller untergebracht, der 1999 mit Wasser volllief und eine 5-wöchige Betriebsunterbrechung und 2 Mill. D-Mark Schaden verursachte. Am 11. Juli 2014 liefen die Keller bei einem Unwetter erneut voll. Das Haus war bis Anfang August geschlossen, der Schaden wird ein Vielfaches kosten, weil die digitale Technik ausgetauscht werden musste.
Das Gebälk über den Säulen im Friedrich-von-Thiersch-Saal trägt folgende rundum laufende lateinische Inschrift:

“IMP GUILELMO II AEDEM ANTE HOS CENTUM ANNOS CONSTITUTAM UT RECREARENTUR AEGROTANTES A SOLO IN MELIOREM STATUM ET ASPECTUM REFECERUNT EXORNAVERUNTQUE ORDO ET CIVES MATTIACI HYGIEAE CONSECRATA EST IPSO PRAESENTE IMPERATORE ANNO P CHR N MCMVII FUNDITUS RESTITUTA ANNO P CHR N MCMLXXXVII”

„Unter der Regierung von Kaiser Wilhelm II. haben der Rat und die Bürger der Stadt Wiesbaden das Kurhaus, das vor einhundert Jahren erbaut worden war, damit die Kranken geheilt werden, von Grund auf in besserem Zustand und Aussehen neu errichtet und ausgeschmückt. Es ist der Göttin Hygieia geweiht in Anwesenheit des Kaisers im Jahr 1907 nach Christi Geburt. Es wurde gründlich restauriert im Jahr 1987.“

## Architektur

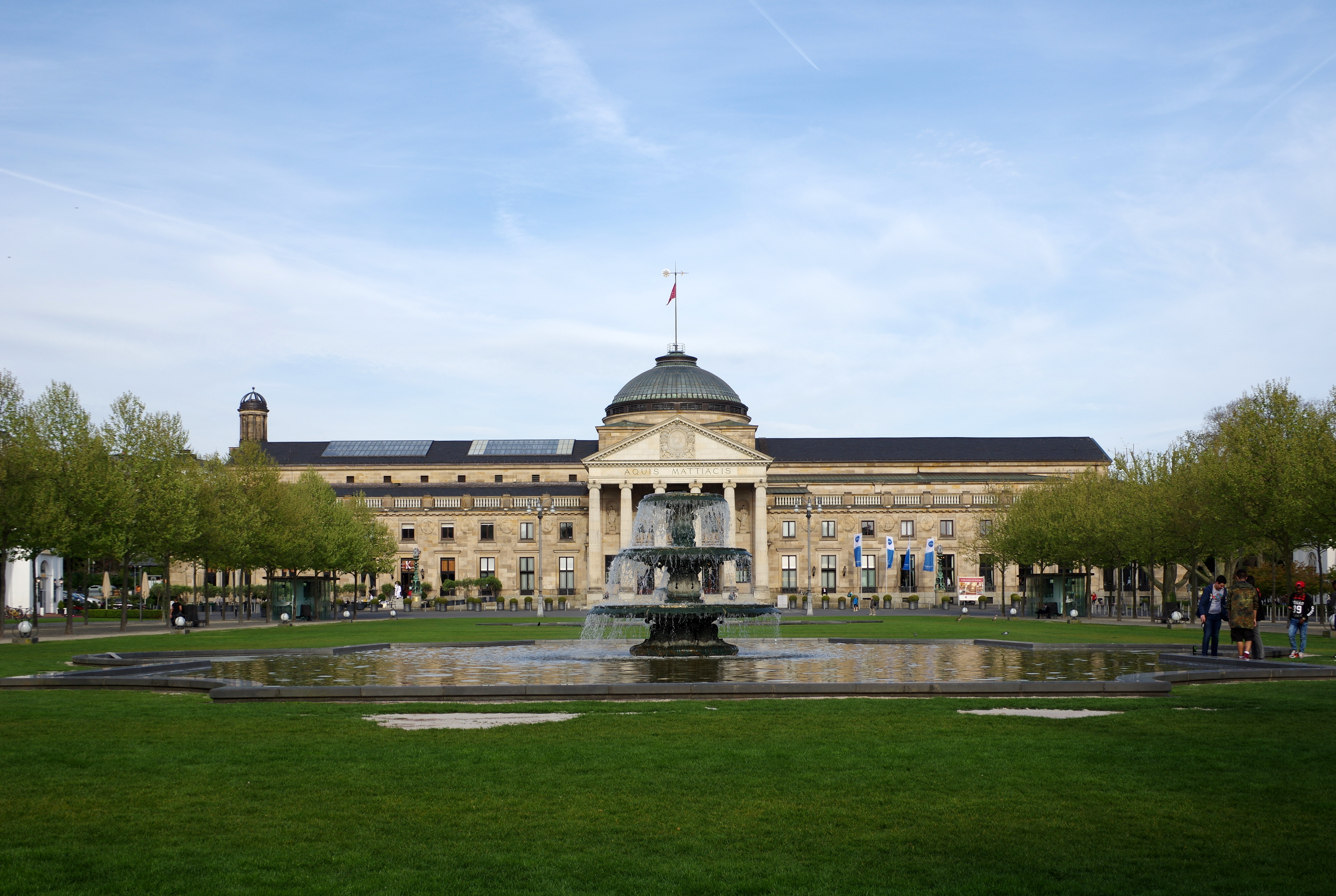
Kurhaus Wiesbaden mit Bowling Green

Das Kurhaus Wiesbaden besteht aus zwei gleich großen Flügeln. Im Südflügel ist zentral der große säulenbestandene Festsaal (Friedrich-von-Thiersch-Saal) mit seinem Parkett und erstem Rang untergebracht. Der Konzert- und Veranstaltungssaal hat 1350 Sitzplätze und misst 40 × 18 × 17 m.
An seinem Kopfende, den Südflügel abschließend, befindet sich der Muschelsaal. Der ursprüngliche „Südliche Lesesaal“ wurde vom Jugendstilmaler Fritz Erler und Alexander von Salzmann mit Fresken ausgestattet und mit Kieseln und Muscheln als Symbolen für Wasser und Erde ausgeschmückt. Mehrere kleinere Gesellschaftsräume, benannt nach Carl Schuricht, Carl von Ibell, Fjodor Dostojewski, Ferdinand Hey’l und Kaiser Wilhelm bieten, unterschiedlich ausgestaltet, Platz für Veranstaltungen. Ein Wintergarten schließt den Südflügel rückwärtig zum Kurpark ab.
Der Nordflügel beherbergt den kleineren Festsaal (Christian-Zais-Saal), das Restaurant Lambertus sowie die Spielbank (Casino) im ehemaligen Weinsalon mit deren Großem Spiel (Roulette, Black Jack, Poker).
Zwischen Nord- und Südflügel befindet sich das Foyer in Form einer großen Halle, überragt von einer 21 m hohen Kuppel. Betreten wird dieser Raum durch den Haupteingang auf der Westseite. Auf der gegenüberliegenden Seite befindet sich der Ausgang zum Kurhauspark, der sich von innen nur durch ein anderes farbiges halbrundes Glasfenster unterscheidet. Gebildet wird der Haupteingang aus einer ionischen Säulenportikus, deren Gebälk die Inschrift Aquis Mattiacis (lat. „den Wassern der Mattiaker [geweiht]“) trägt, die an die römische Bezeichnung für die an der Stelle des heutigen Wiesbaden befindlichen warmen Quellen erinnert. Die Säulenportikus ist der Höhepunkt der 128 m langen Westfassade.
Im Kuppelraum des Foyers sind jeweils drei Türen zu den beiden großen Sälen. Seitlich davon befinden sich vor den vier Wandmassiven überlebensgroße Kopien griechischer Götterstatuen, über ihnen runde Mosaikmedaillons mit farbigen Darstellungen aus der römischen Götterwelt.

### Bildergalerien

Portikus
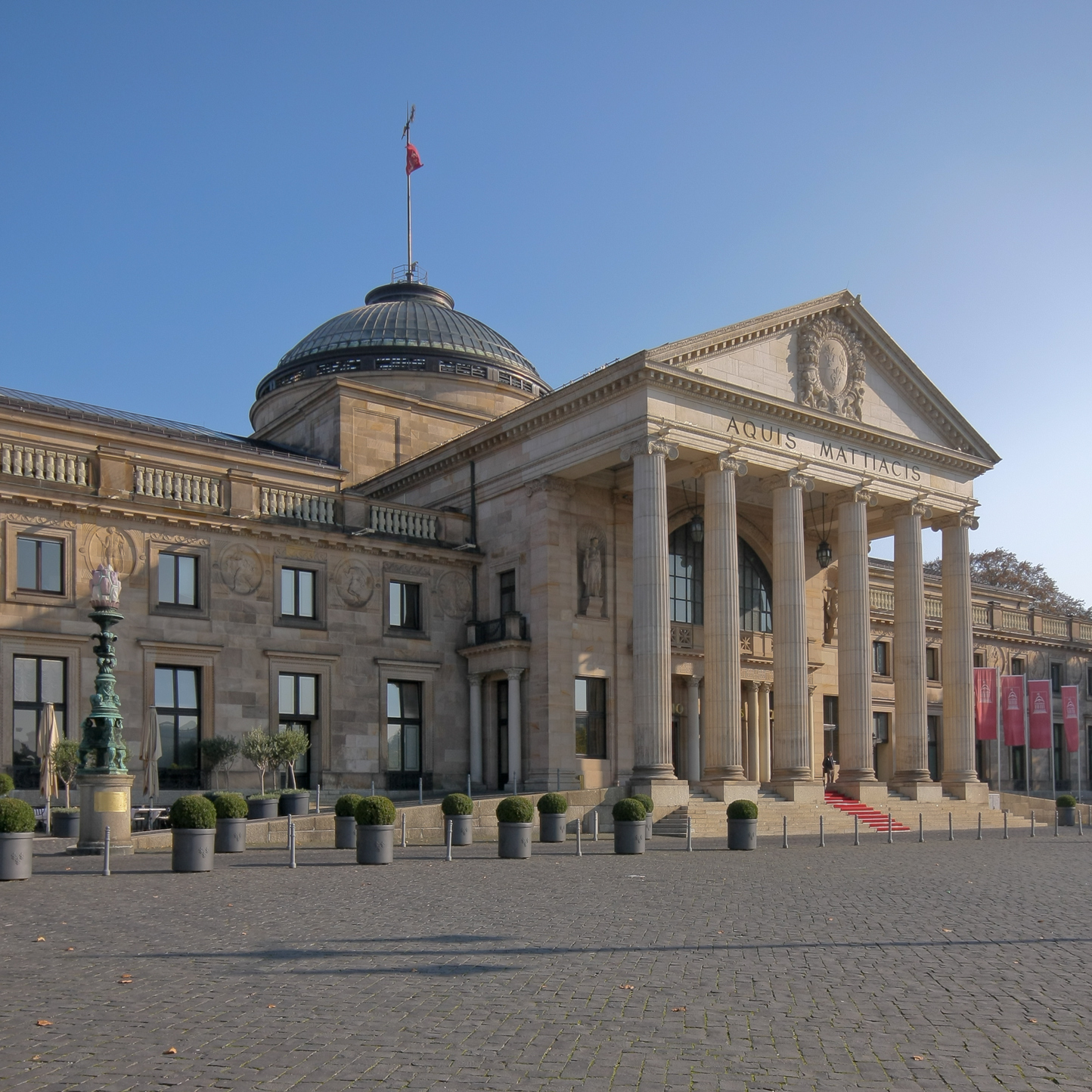
Das Kurhaus in Wiesbaden
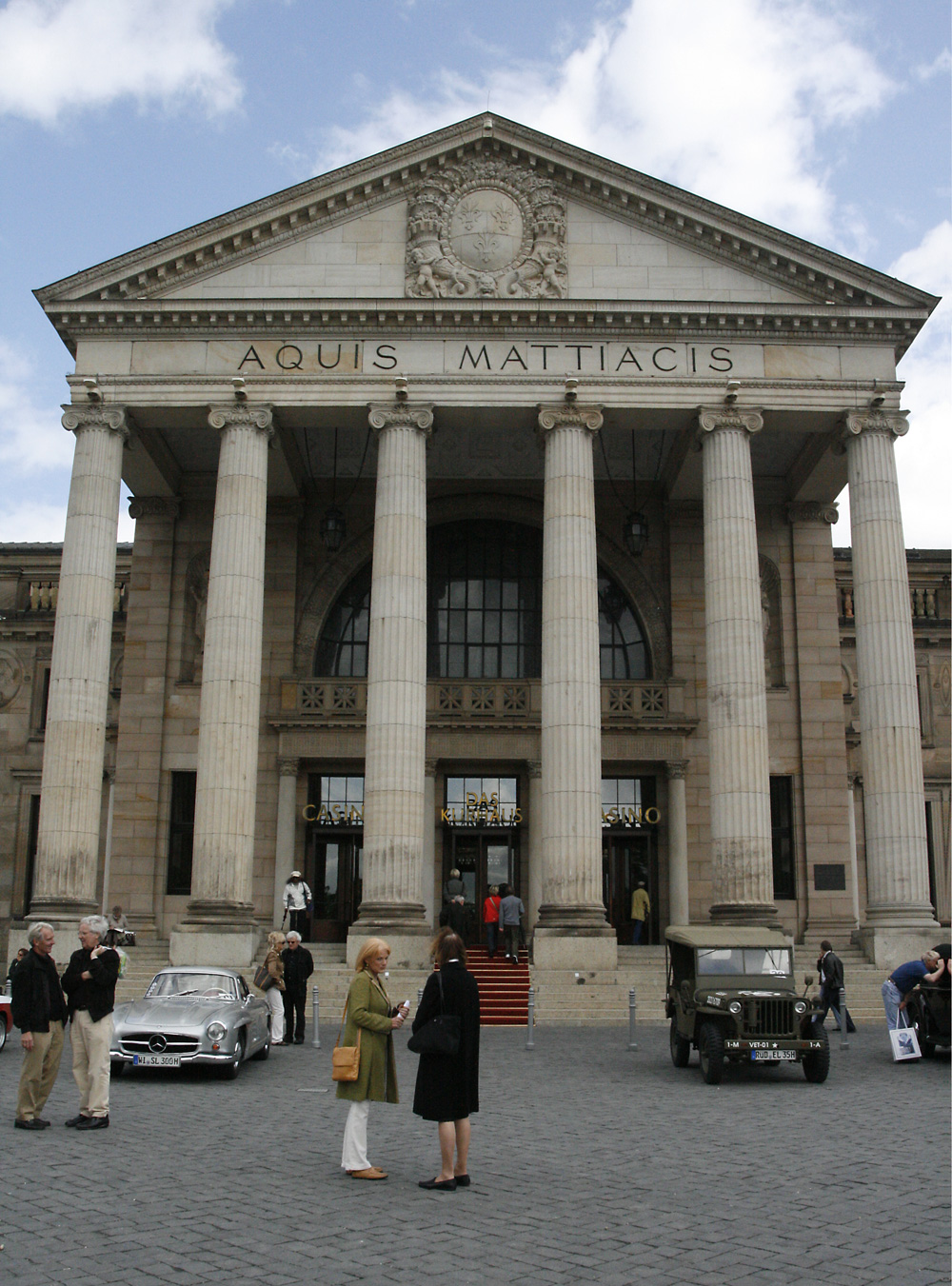
Portikus des Kurhauses (2007)
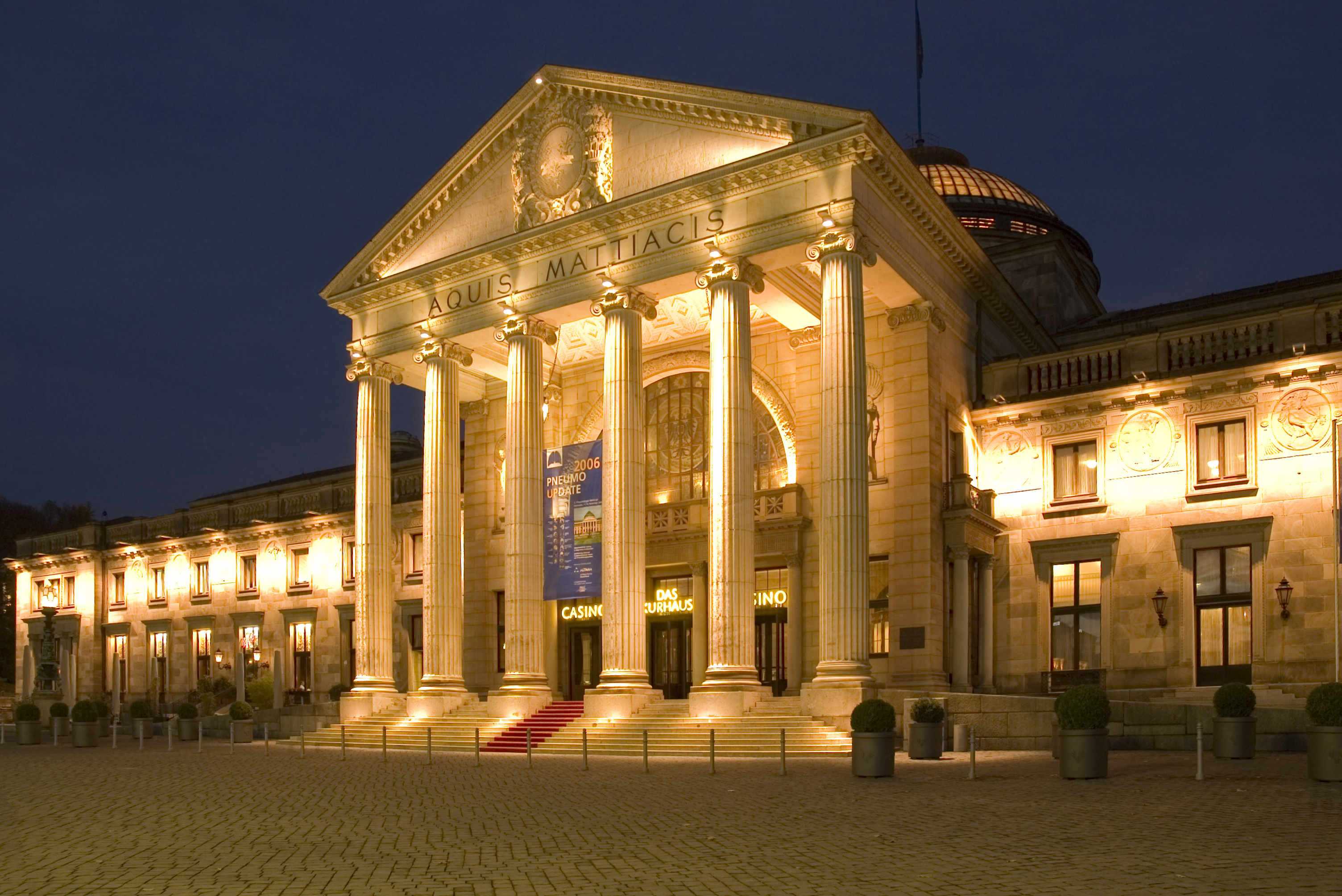
Kurhaus Wiesbaden bei Nacht (2011)
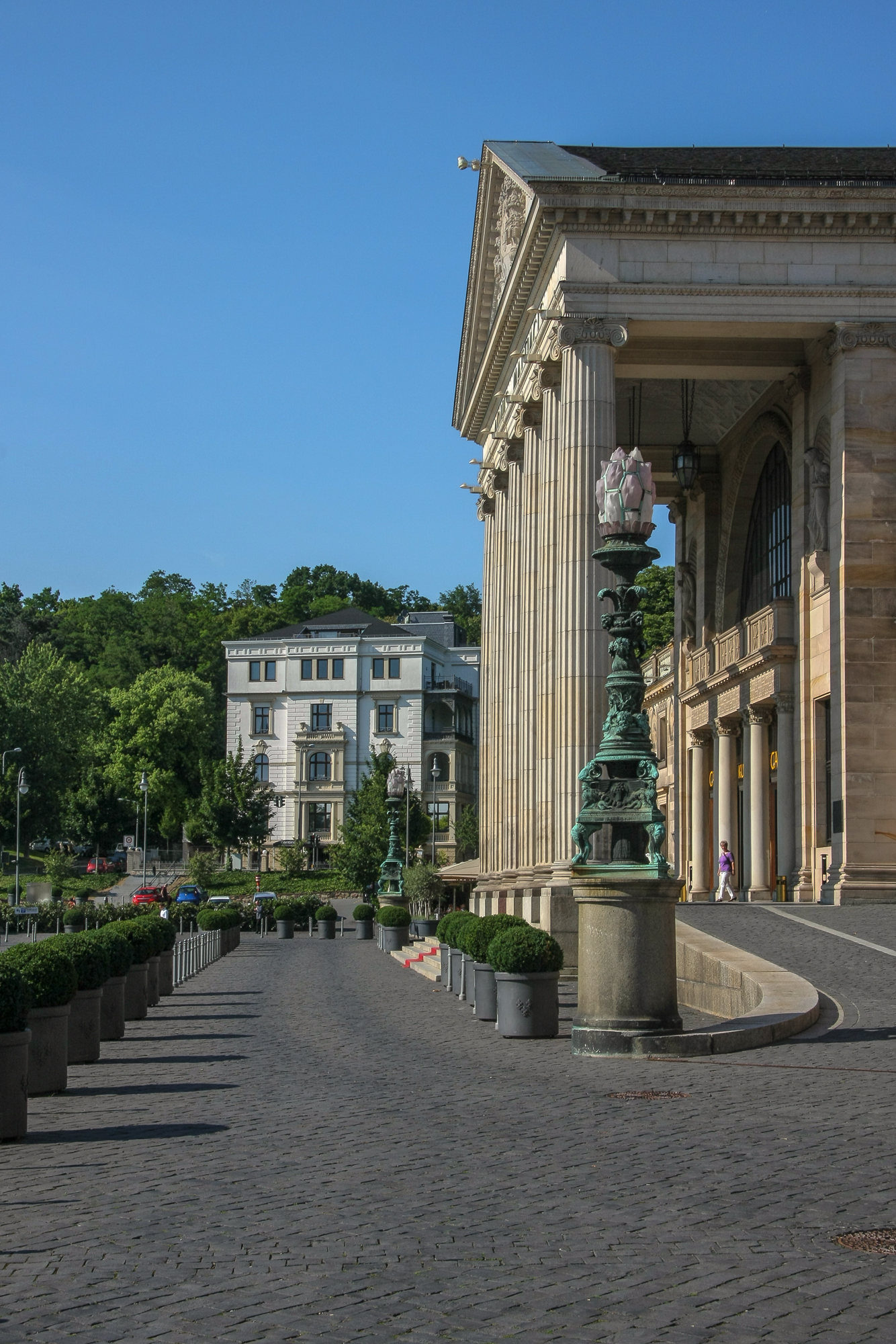
Portikus des Kurhauses (2013)

Foyer
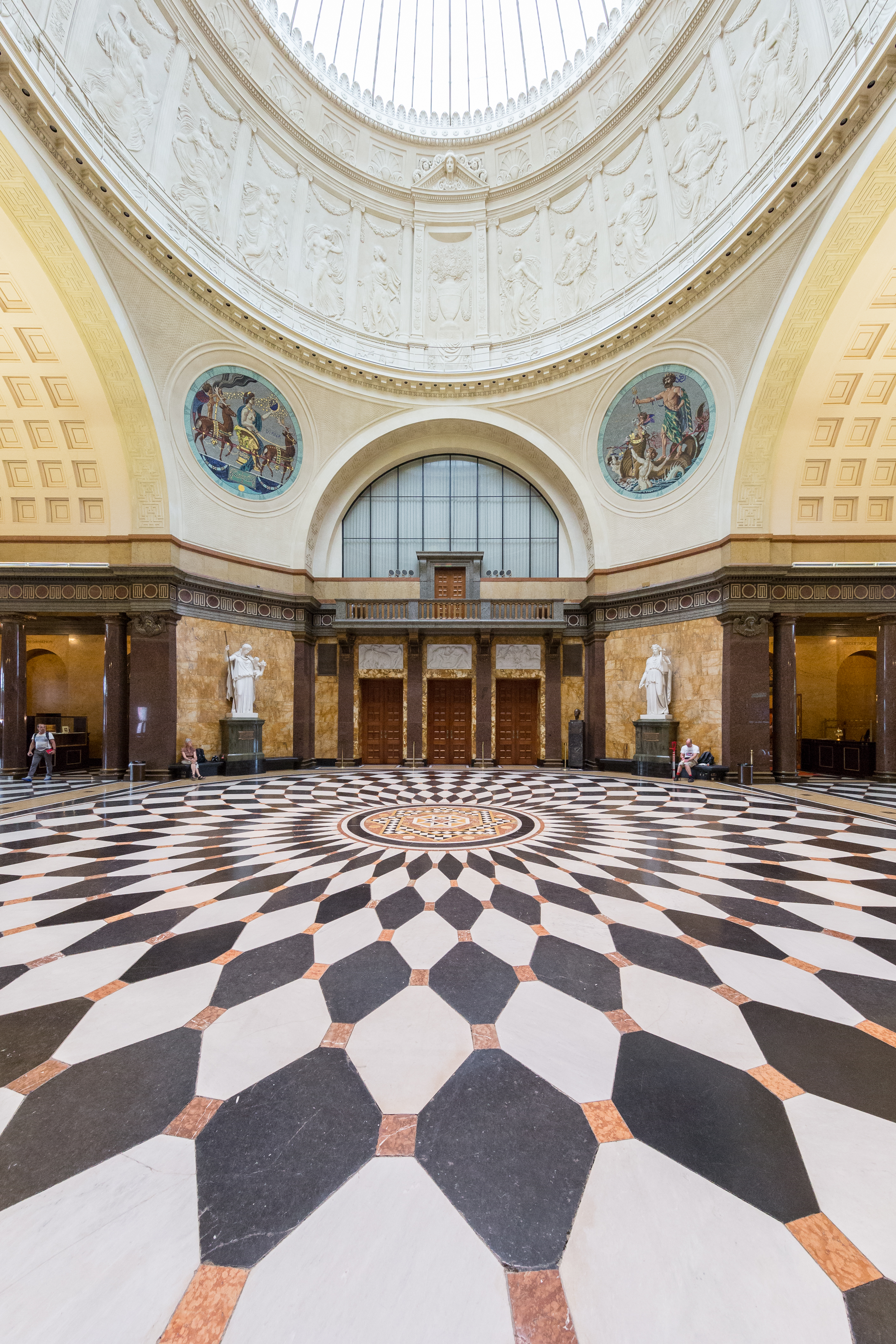
Foyer (2016)
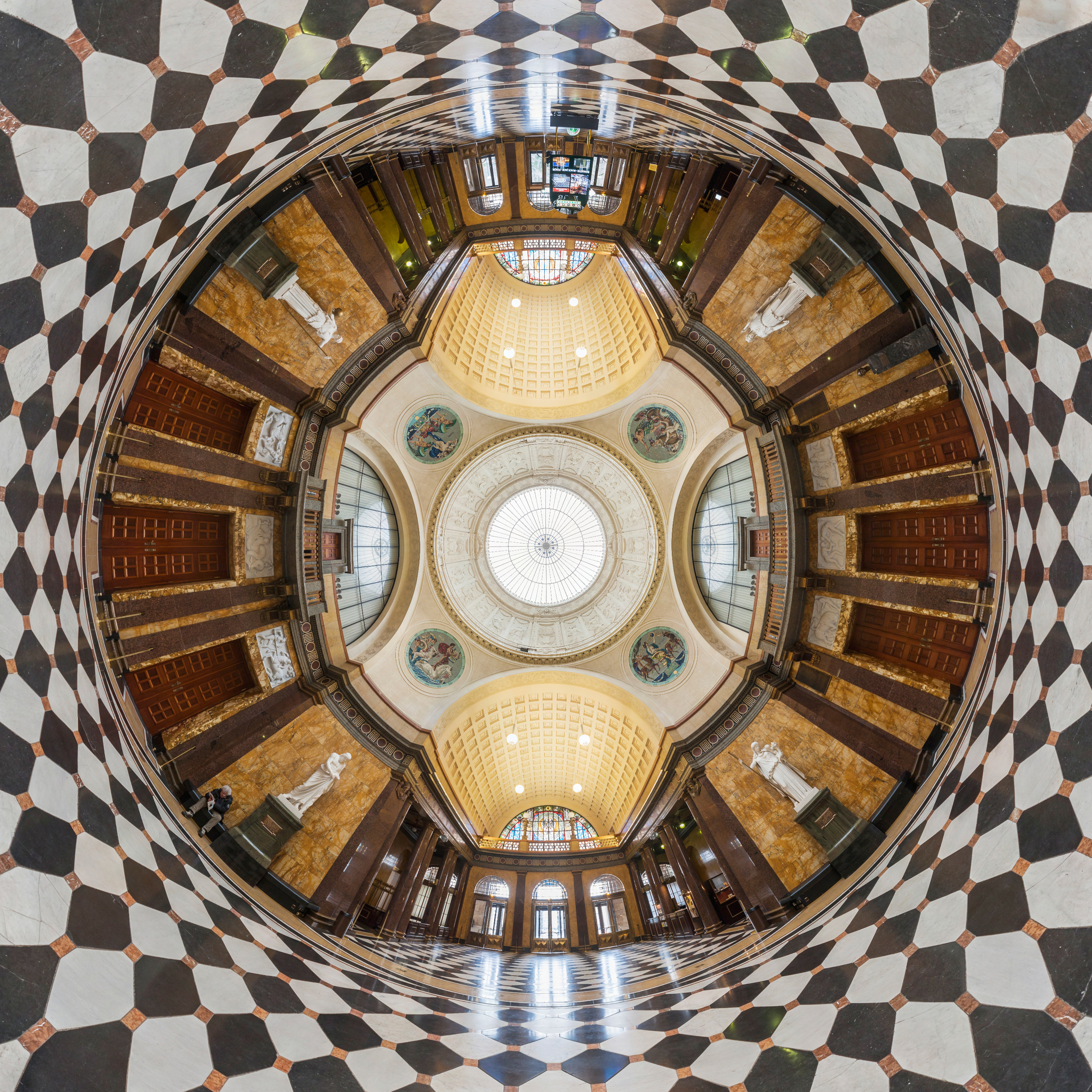
Kuppel über dem Foyer
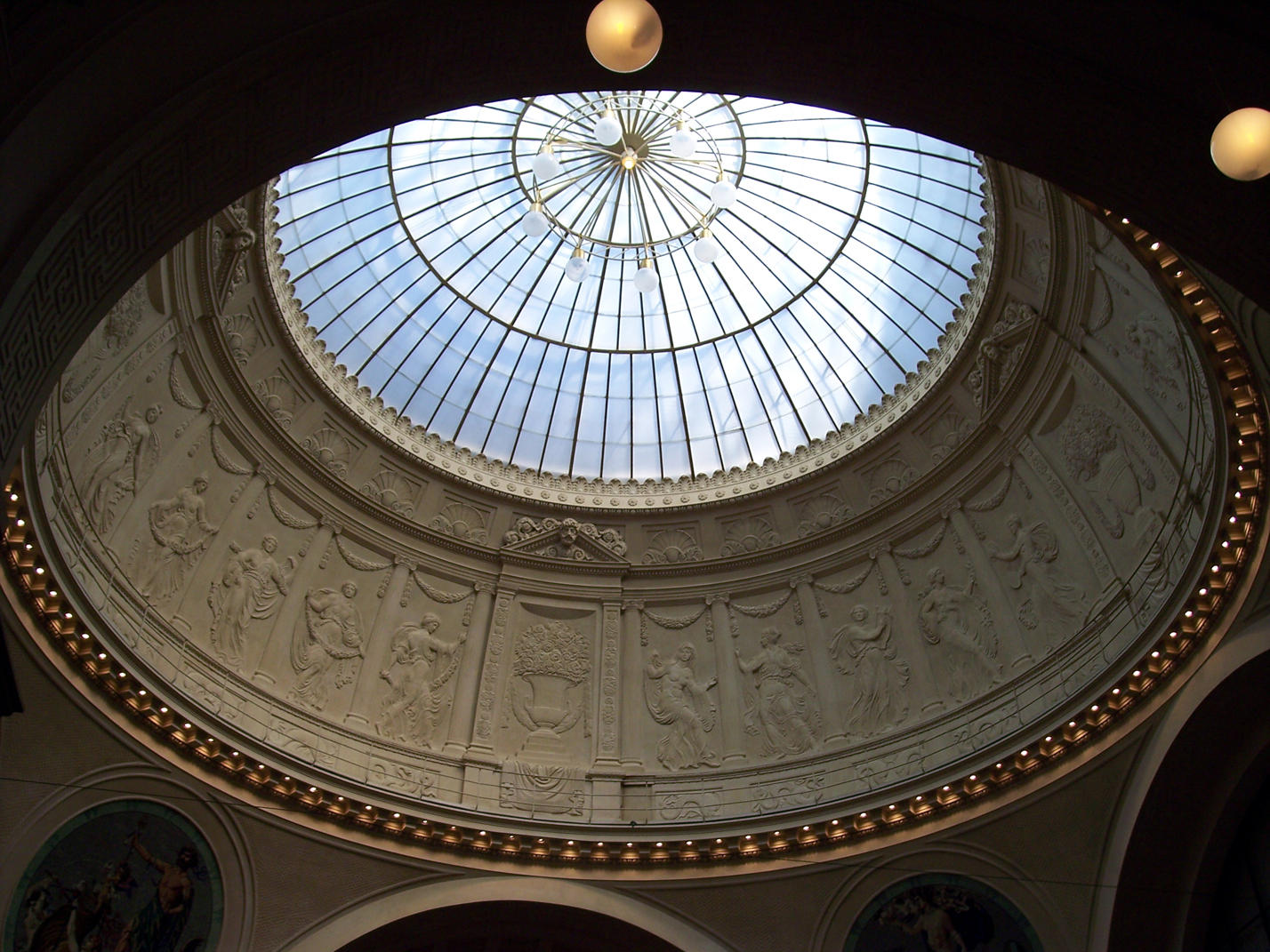
Kuppel im Foyer (2005)
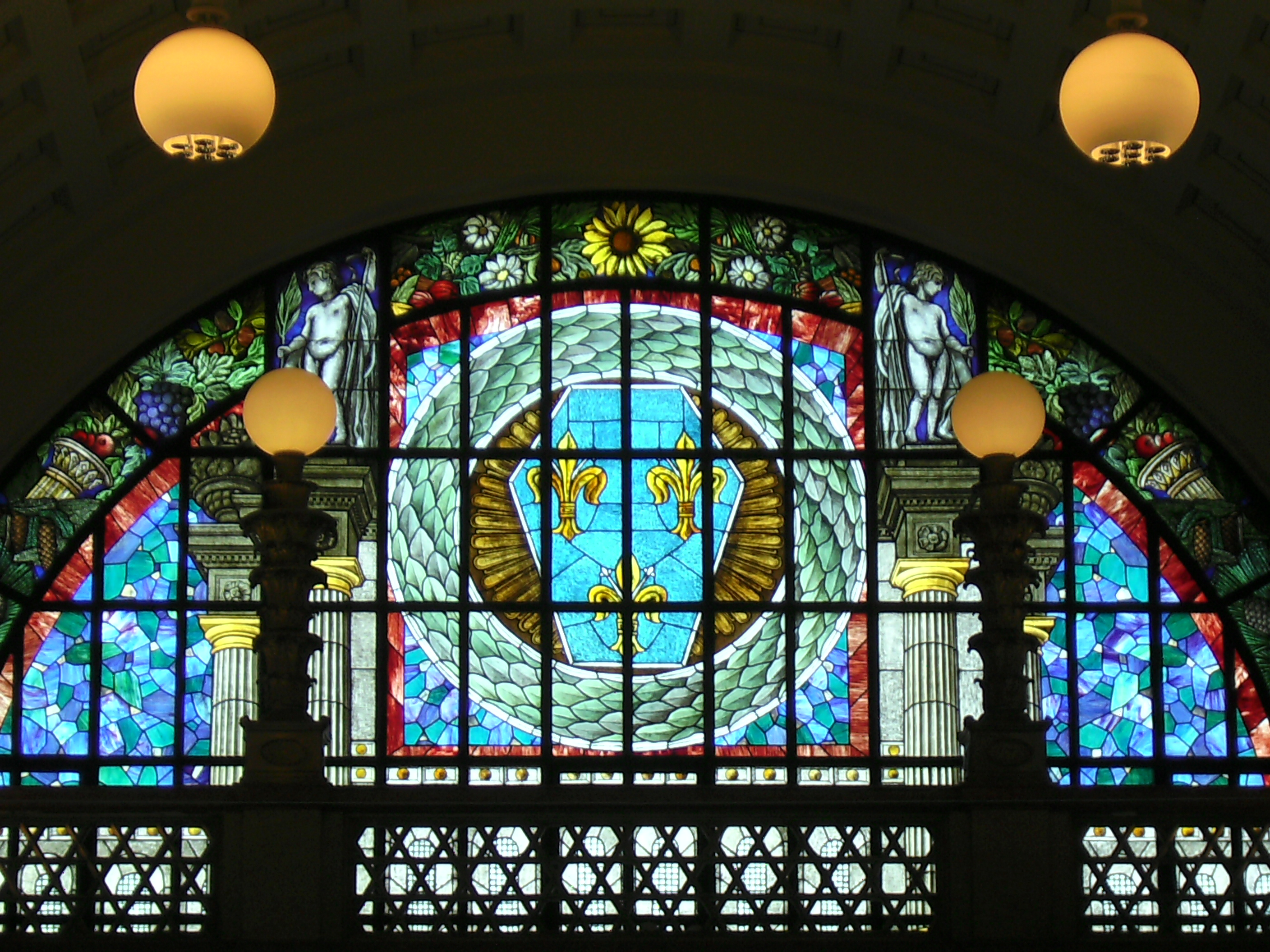
Glasfenster im Südbereich

Mosaikmedaillons im Foyer
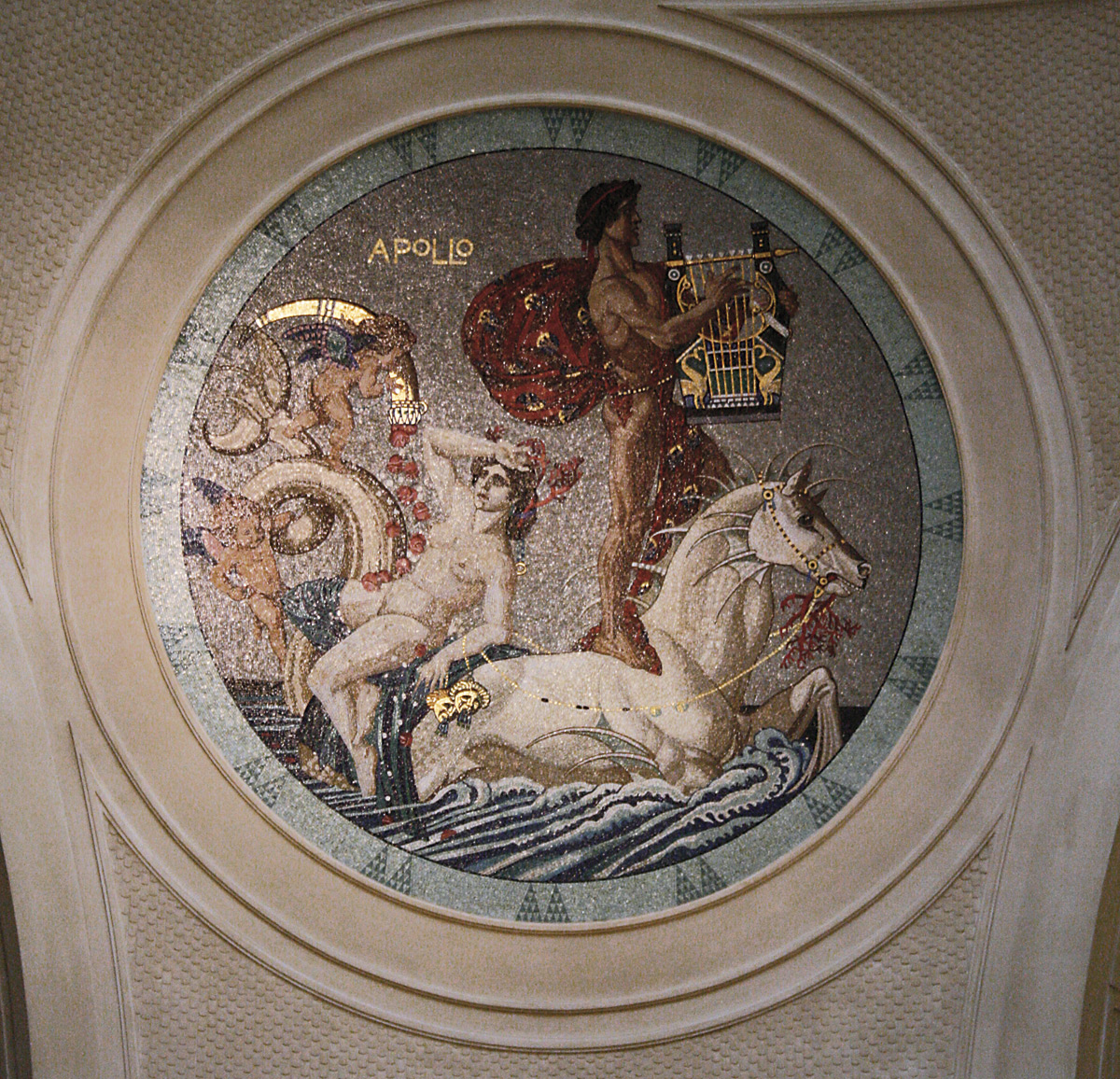
Apollo
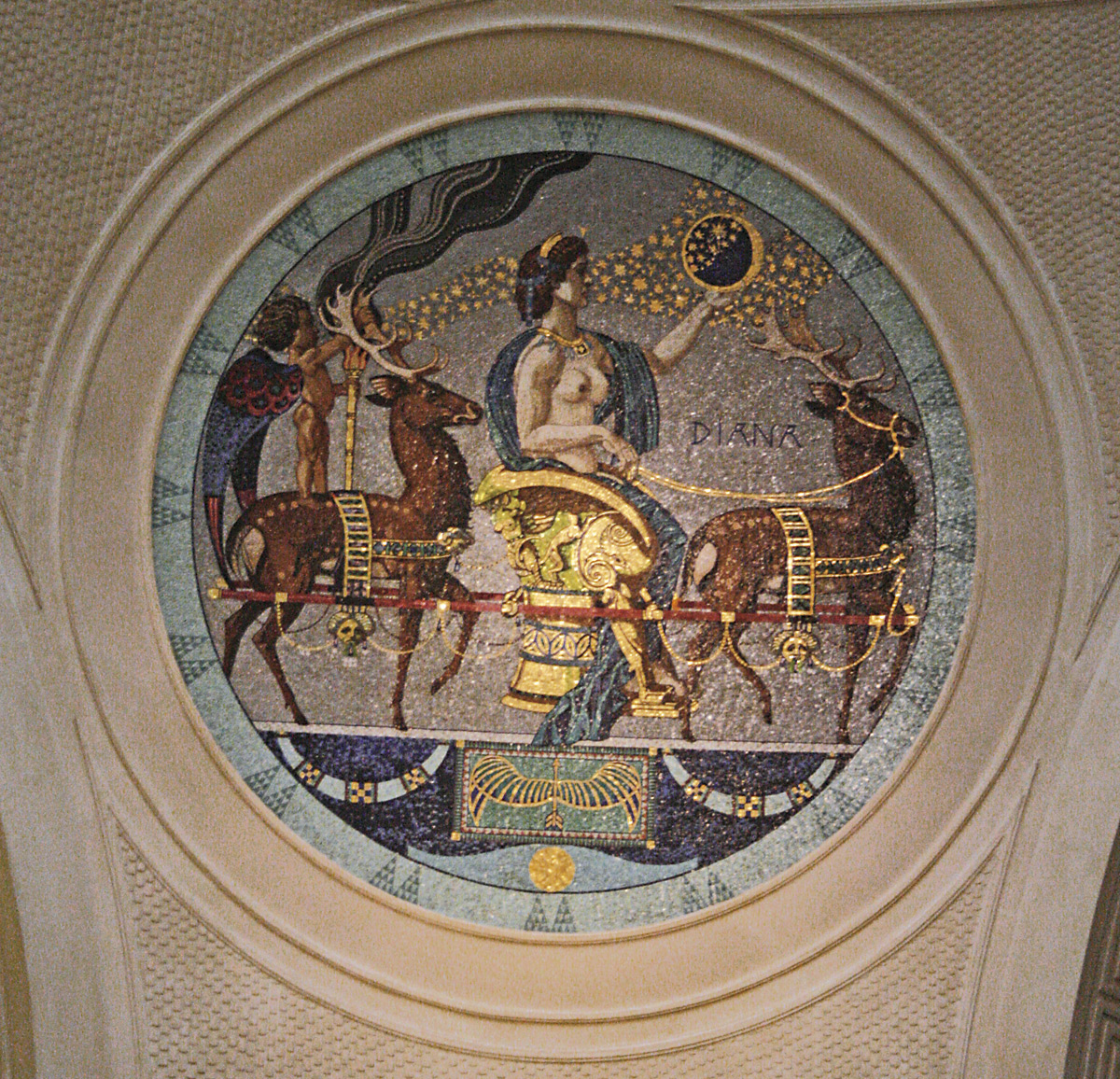
Diana
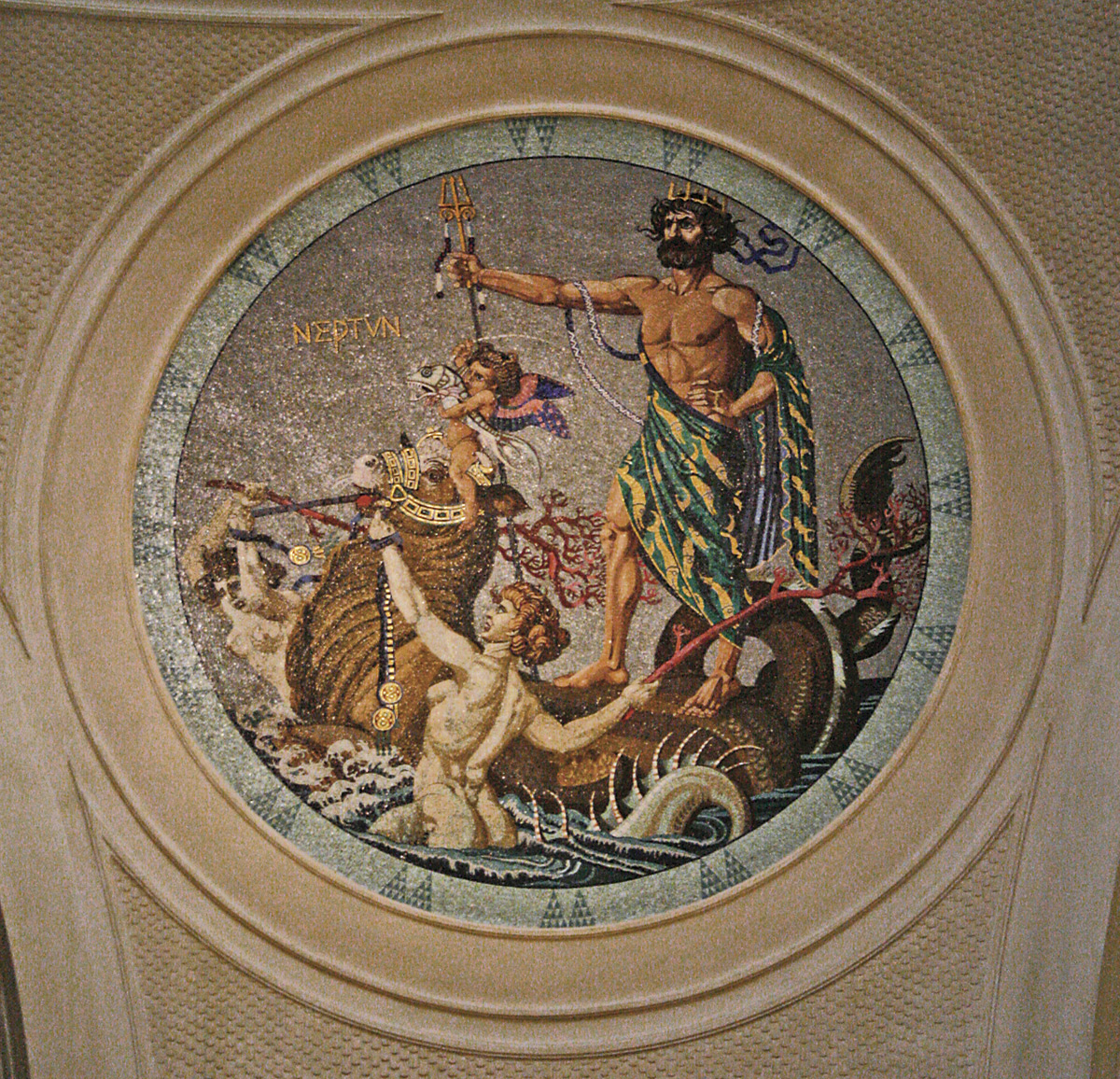
Neptun
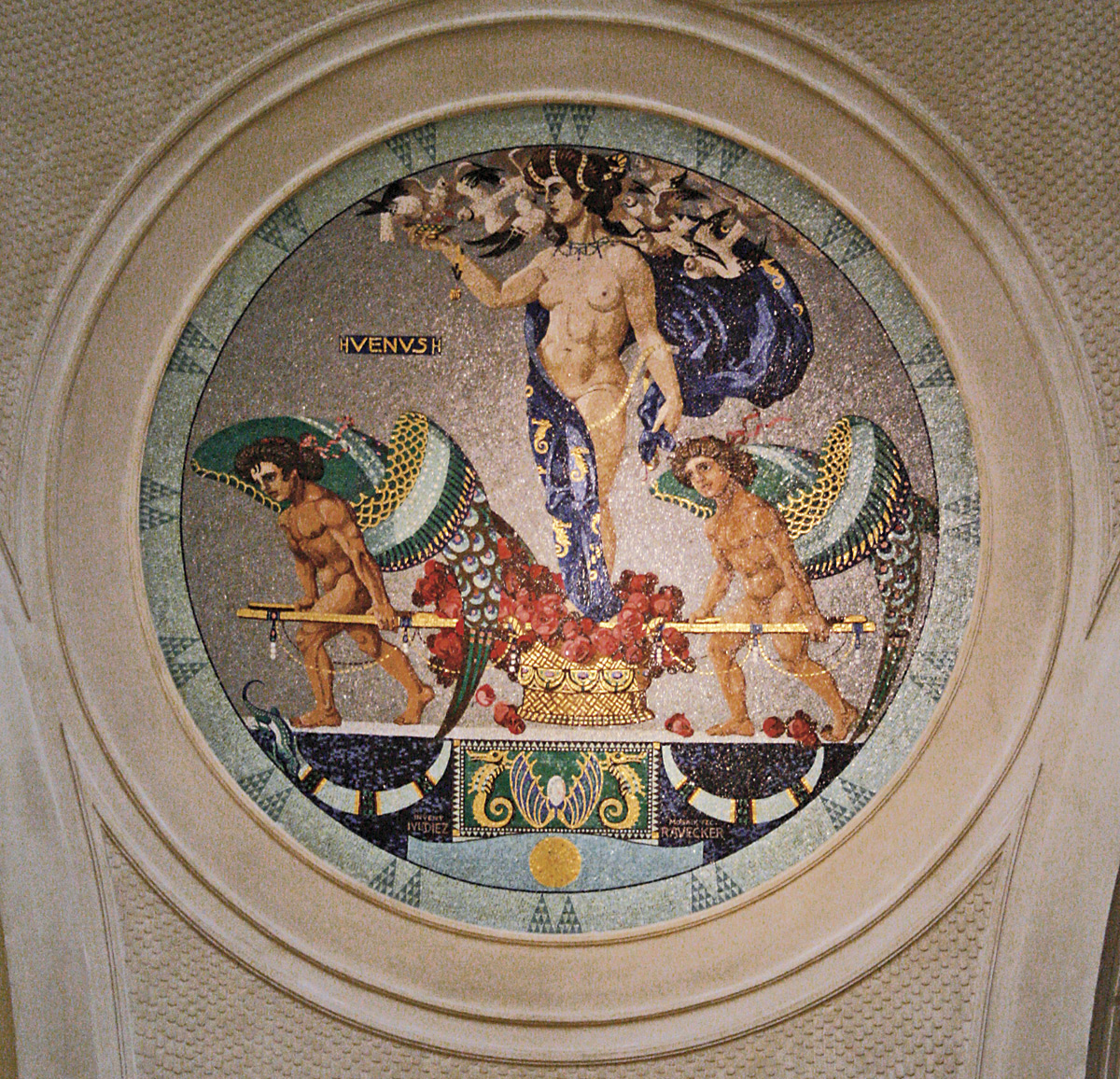
Venus

Säle
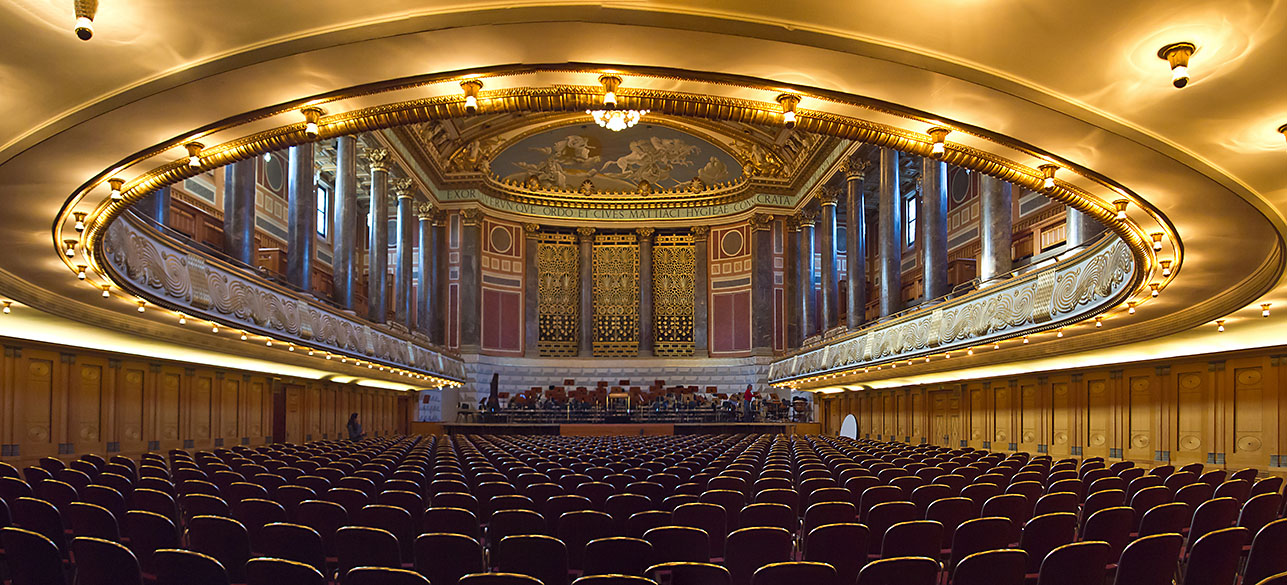
Friedrich-von-Thiersch-Saal: Blick vom Foyereingang zur Bühne
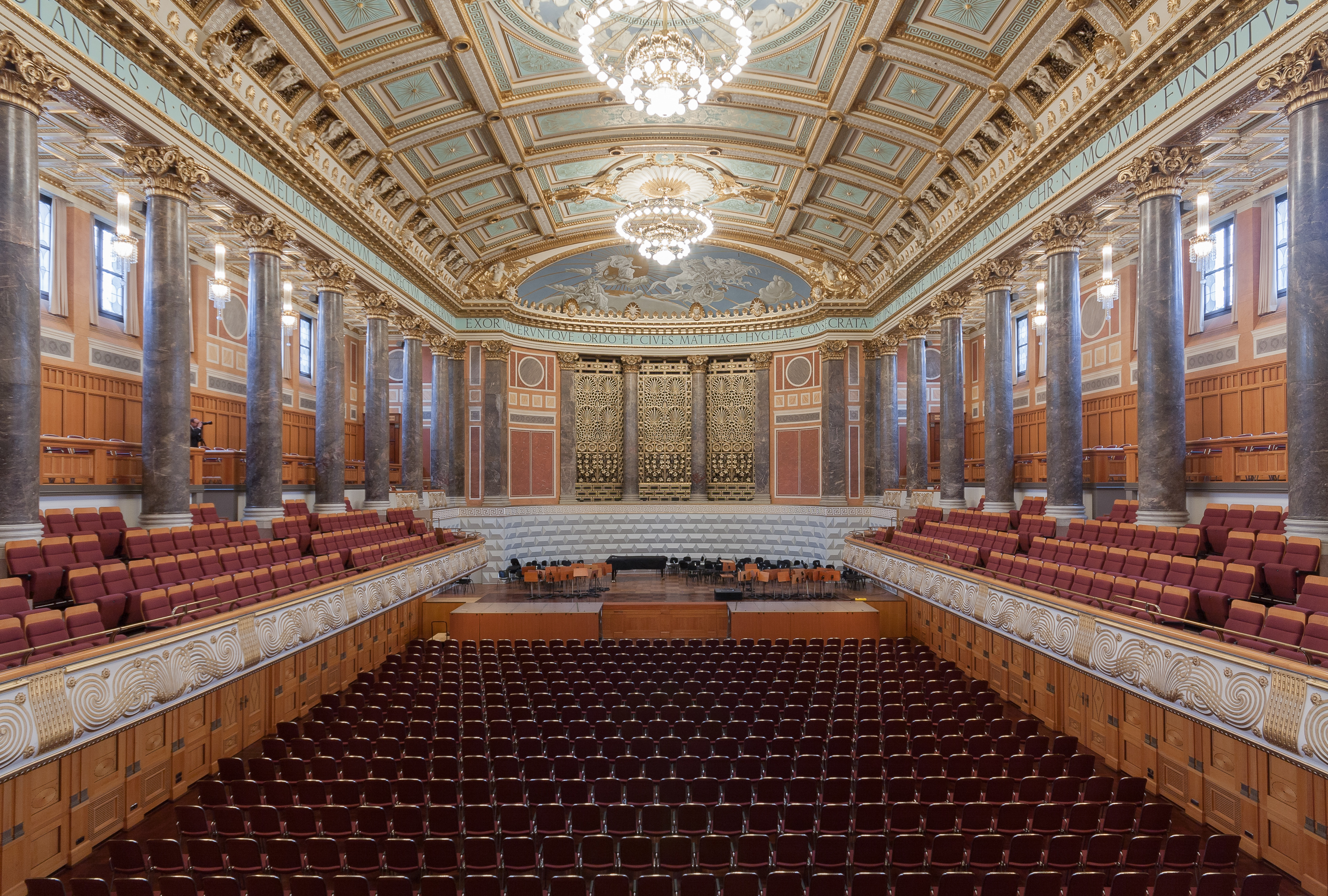
Friedrich-von-Thiersch-Saal: Stirnseite mit Bühne und Kurhausorgel
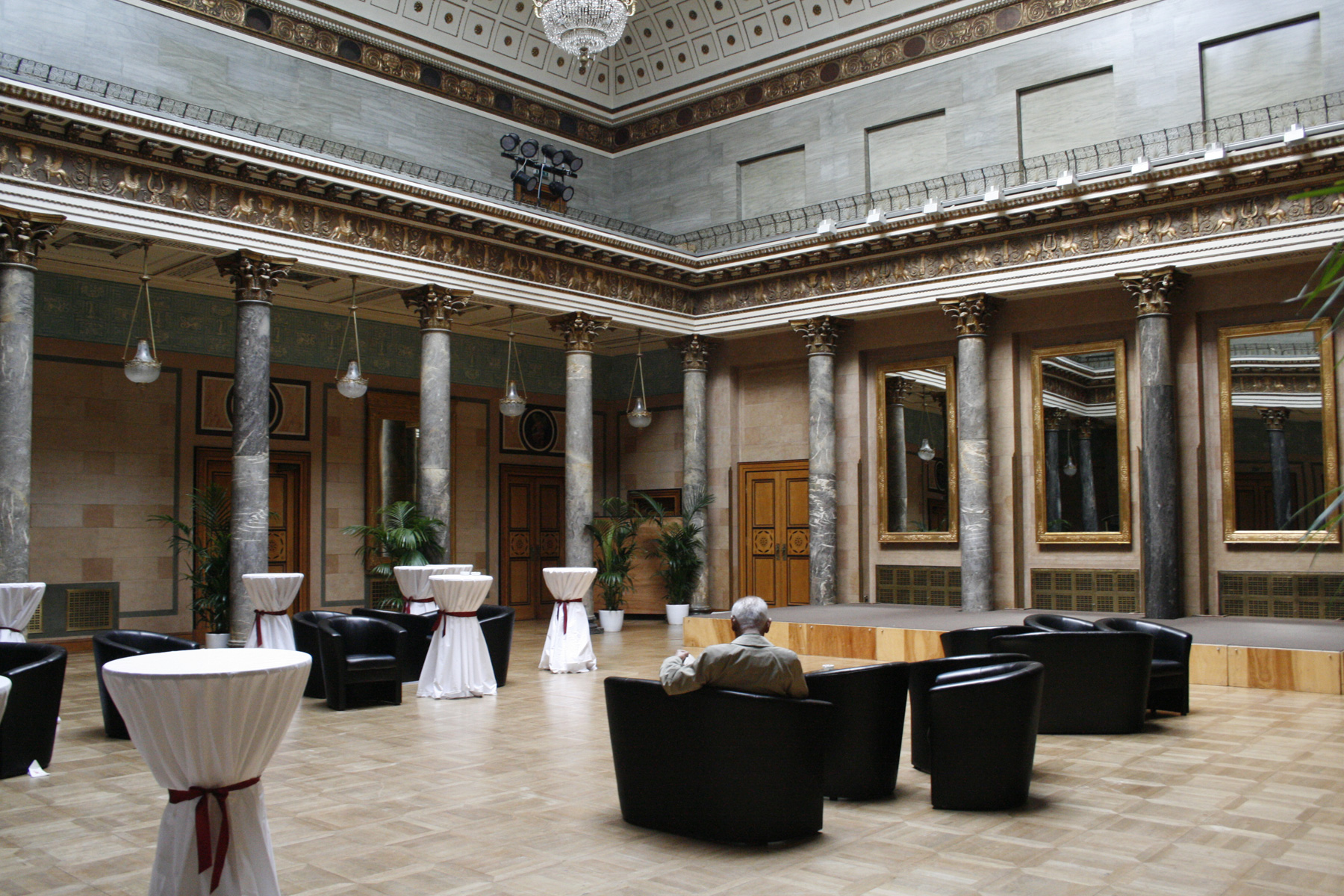
Christian-Zais-Saal
Muschelsaal

Baudetails
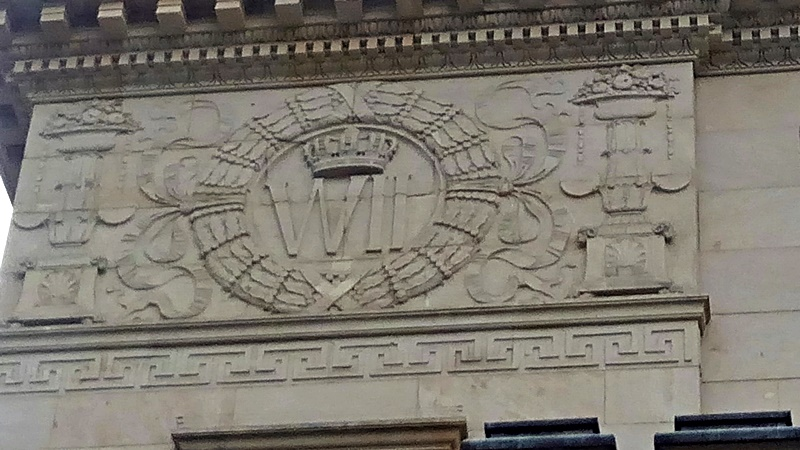
Kurhaus, Parkseite, Monogramm Kaiser Wilhelm II.
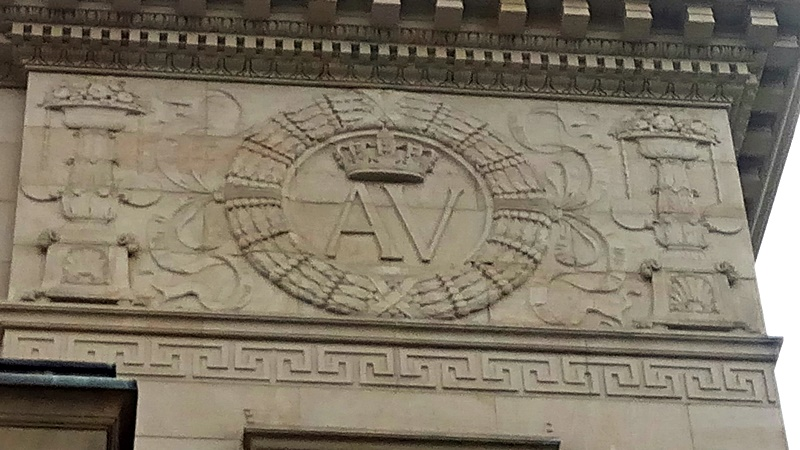
Kurhaus, Parkseite, Monogramm Kaiserin Auguste Viktoria

## Veranstaltungen

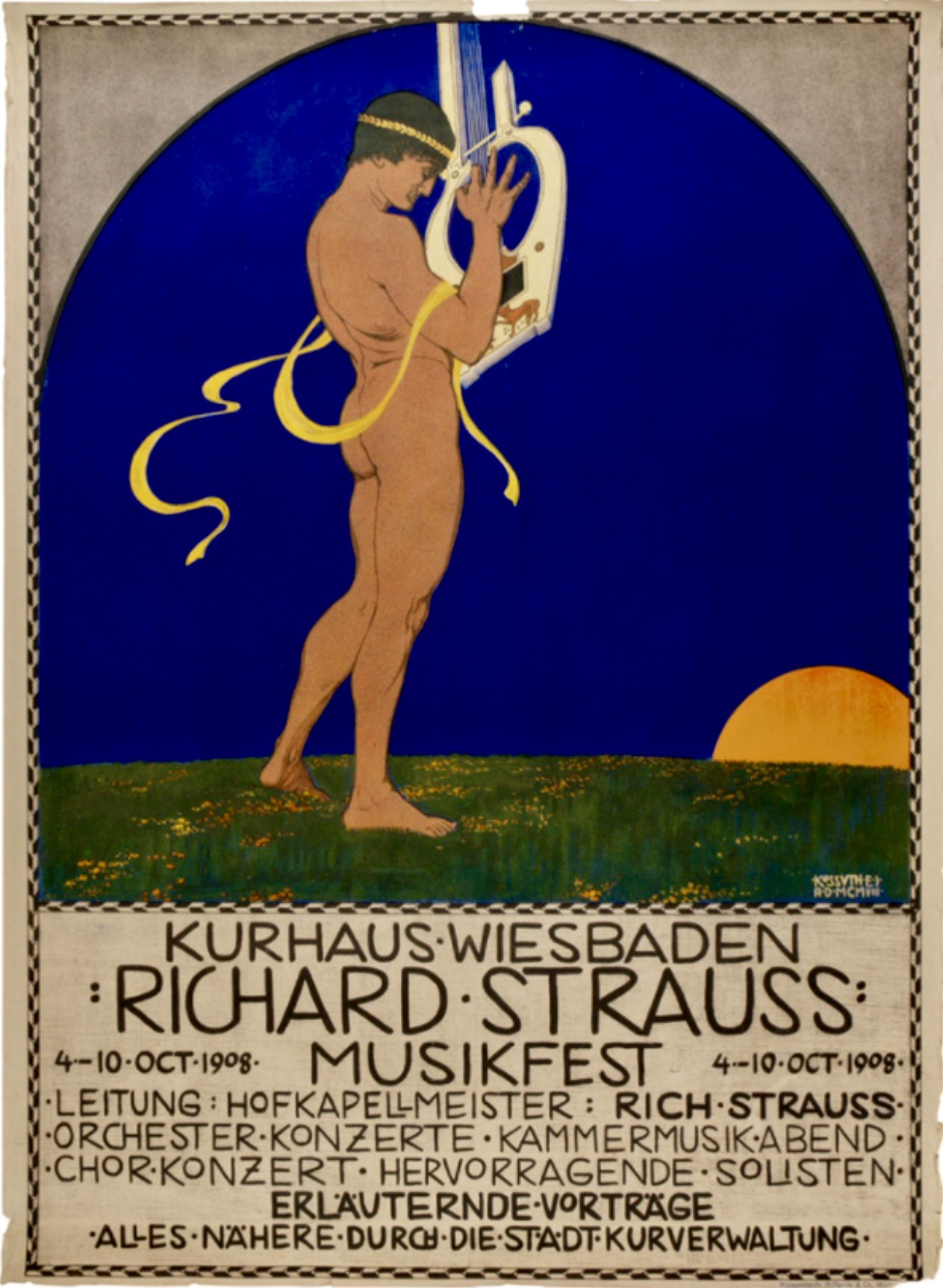
Egon Josef Kossuth: Plakat für das Musikfest Richard Strauss im Kurhaus Wiesbaden (1908)

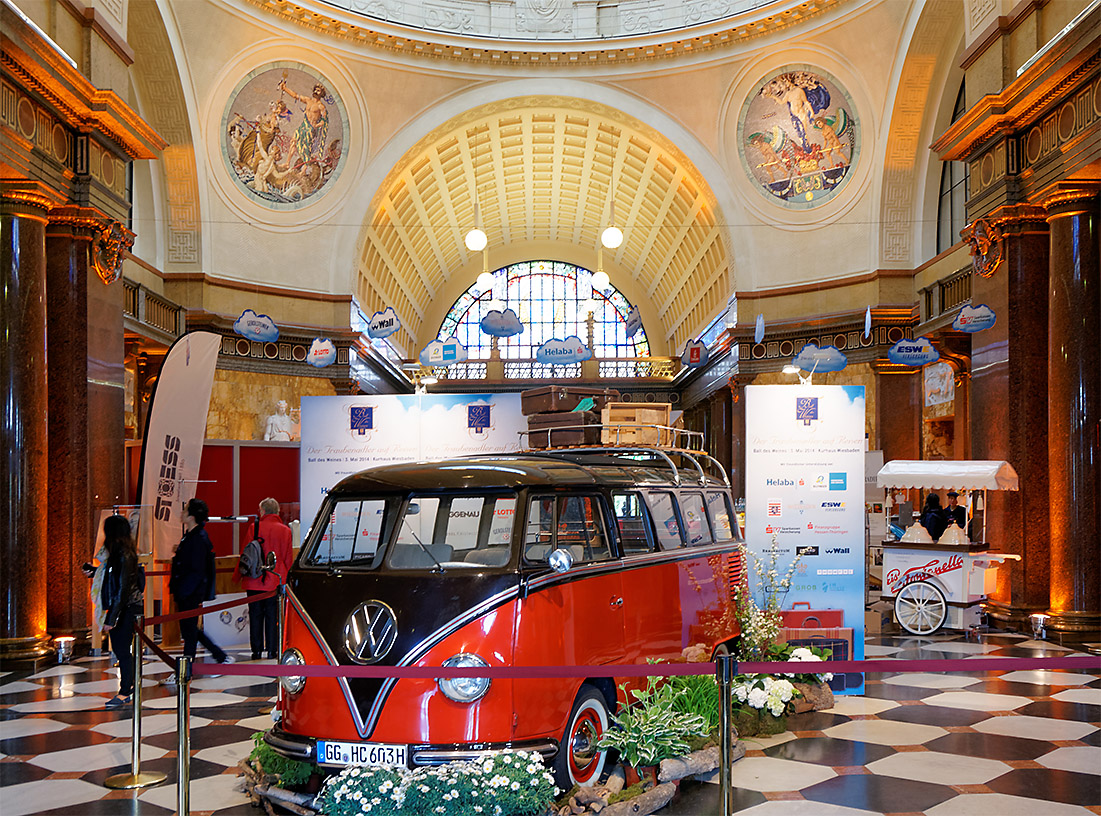
Ball des Weines – Foyer-Dekoration

Das Kurhaus hat schon viele bedeutende nationale und internationale Veranstaltungen wie Konzerte, Bälle, Kongresse und Parteitage gesehen. Jährlich finden der Ball des Weines und die Silvesterfeier mit musikalischem Feuerwerk auf dem Bowling Green statt.
Ferner halten diverse in Wiesbaden ansässige Aktiengesellschaften dort ihre jährliche Hauptversammlung ab.
Vor dem Kurhaus – auf dem Bowling Green – gab es zudem schon viele Freiluftkonzerte. Das Kurhaus wird dabei wirkungsvoll als Kulisse genutzt.
Der Kurpark hinter dem Kurhaus mit der Konzertmuschel wird ebenfalls für größere Veranstaltungen genutzt.

## Orgel

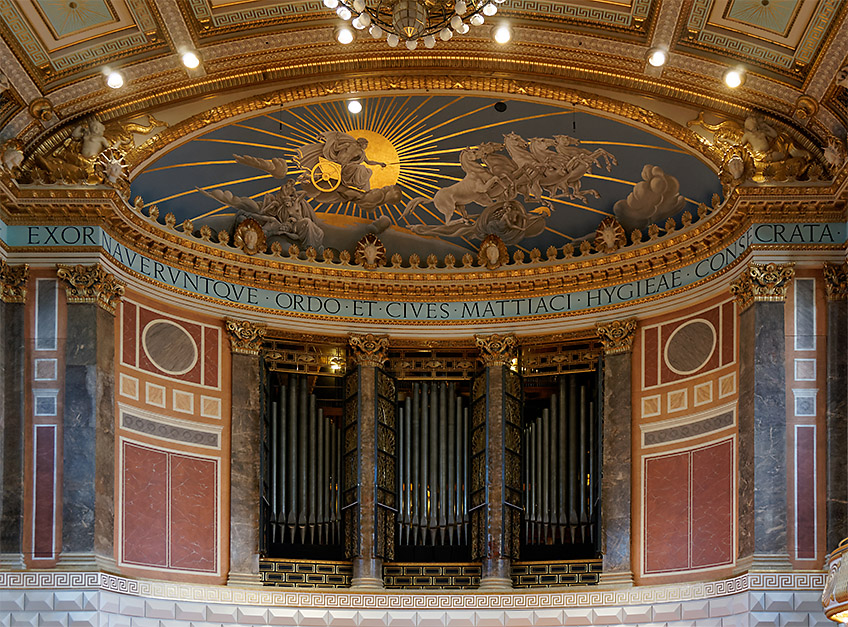
Orgelpfeifen bei geöffneten Ziergittern oberhalb der Bühne

Im Jahre 1954 wurde im Friedrich-von-Thiersch-Saal eine Orgel der Firma Steinmeyer (Oettingen, Bayern) eingebaut, die hinter den meist verschlossenen drei Ziergittern an der Bühnenfront eingebaut ist. Die neue Orgel ersetzt die im Zweiten Weltkrieg zerstörte Orgel der Firma Sauer aus dem Jahre 1907. Orgelkurator ist seit 1985 der Architekt Friedhelm Gerecke. Nach Erweiterungen in den Jahren 1988 und 2010 hat die Orgel nun 51 Register und ca. 3500 Pfeifen. Von 1987 bis 2004 versah Hans Uwe Hielscher das Amt des Kurhaus-Organisten. Von 2004 bis 2010 war Thomas J. Frank als Kurhausorganist tätig. Im Jahr 2004/2005 wurde das Instrument neu intoniert und erklingt seitdem regelmäßig in Abend- und Mittagskonzerten. Im Jahre 2004 gründete sich der Förderverein Kurhausorgel e. V. Im März 2015 wurde die Kurhausorgel in die Rote Liste Kultur des Deutschen Kulturrates aufgenommen und in die Kategorie 2 (= gefährdet) eingestuft. Diese Einstufung wurde im Februar 2016 aufgehoben.
| I Hauptwerk C–g3 |                    |        |
| 01.              | Prinzipal          | 16′    |
| 02.              | Prinzipal          | 08′    |
| 03.              | Barockgambe        | 08′    |
| 04.              | Gedackt            | 08′    |
| 05.              | Flöte              | 08′    |
| 06.              | Oktave             | 08′    |
| 07.              | Nachthorn          | 04′    |
| 08.              | Oktave             | 04′    |
| 09.              | Kornett IV (ab f0) | 04′    |
| 10.              | Rauschpfeife II    | 02 ⁄3′ |
| 11.              | Mixtur IV-VIII     | 01 ⁄3′ |
| 12.              | Trompete           | 16′    |
| 13.              | Trompete           | 08′    |
| 14.              | Trompete           | 04′    |

| II Positiv C–g3 |             |        |
| 15.             | Copula      | 08′    |
| 16.             | Quintade    | 08′    |
| 17.             | Rohrflöte   | 04′    |
| 18.             | Prinzipal   | 02′    |
| 19.             | Quinte      | 01 ⁄3′ |
| 20.             | Cymbel IV-V | 04⁄5′  |
| 21.             | Rankett     | 16′    |
| 22.             | Krummhorn   | 08′    |
|                 | Tremulant   |        |

| III Schwellwerk C–g3 |                    |         |
| 23.                  | Quintadena         | 16′     |
| 24.                  | Prinzipal          | 08′     |
| 25.                  | Singend Gedackt    | 08′     |
| 26.                  | Weidenpfeife       | 08′     |
| 27.                  | Streicherschwebung | 08′     |
| 28.                  | Prinzipal          | 04′     |
| 29.                  | Gemshorn           | 04′     |
| 30.                  | Quinte             | 02 ⁄3′  |
| 31.                  | Spitzflöte         | 02′     |
| 32.                  | Terz               | 01 3⁄5′ |
| 33.                  | Sifflöte           | 01′     |
| 34.                  | Scharff V          | 01′     |
| 35.                  | Vox Humana         | 08′     |
| 36.                  | Regal              | 08′     |
|                      | Tremulant          |         |

| Bombardewerk C–g3 |                 |     |
| 37.               | Bombarde        | 16′ |
| 38.               | Trompette harm. | 08′ |
| 39.               | Clairon         | 04′ |

| Pedalwerk C–f1 |               |         |
| 40.            | Prinzipal     | 16′     |
| 41.            | Subbaß        | 16′     |
| 42.            | Quinte        | 10 2⁄3′ |
| 43.            | Oktavbaß      | 08′     |
| 44.            | Gedackt       | 08′     |
| 45.            | Choralbaß     | 04′     |
| 46.            | Flöte         | 04′     |
| 47.            | Bauernpfeife  | 04′     |
| 48.            | Großmixtur VI | 02 ⁄3′  |
| 49.            | Posaune       | 16′     |
| 50.            | Trompete      | 08′     |
| 51.            | Zink          | 04′     |

- Koppeln: II/I, III/I, III/II, Bomb/I, Bomb/II, Bomb/III, I/P, II/P, III/P, Bomb/P